# Phalaenopsis chibae
Phalaenopsis chibae là một loài thực vật có hoa trong họ Lan. Loài này được T.Yukawa miêu tả khoa học đầu tiên năm 1996.

## Hình ảnh

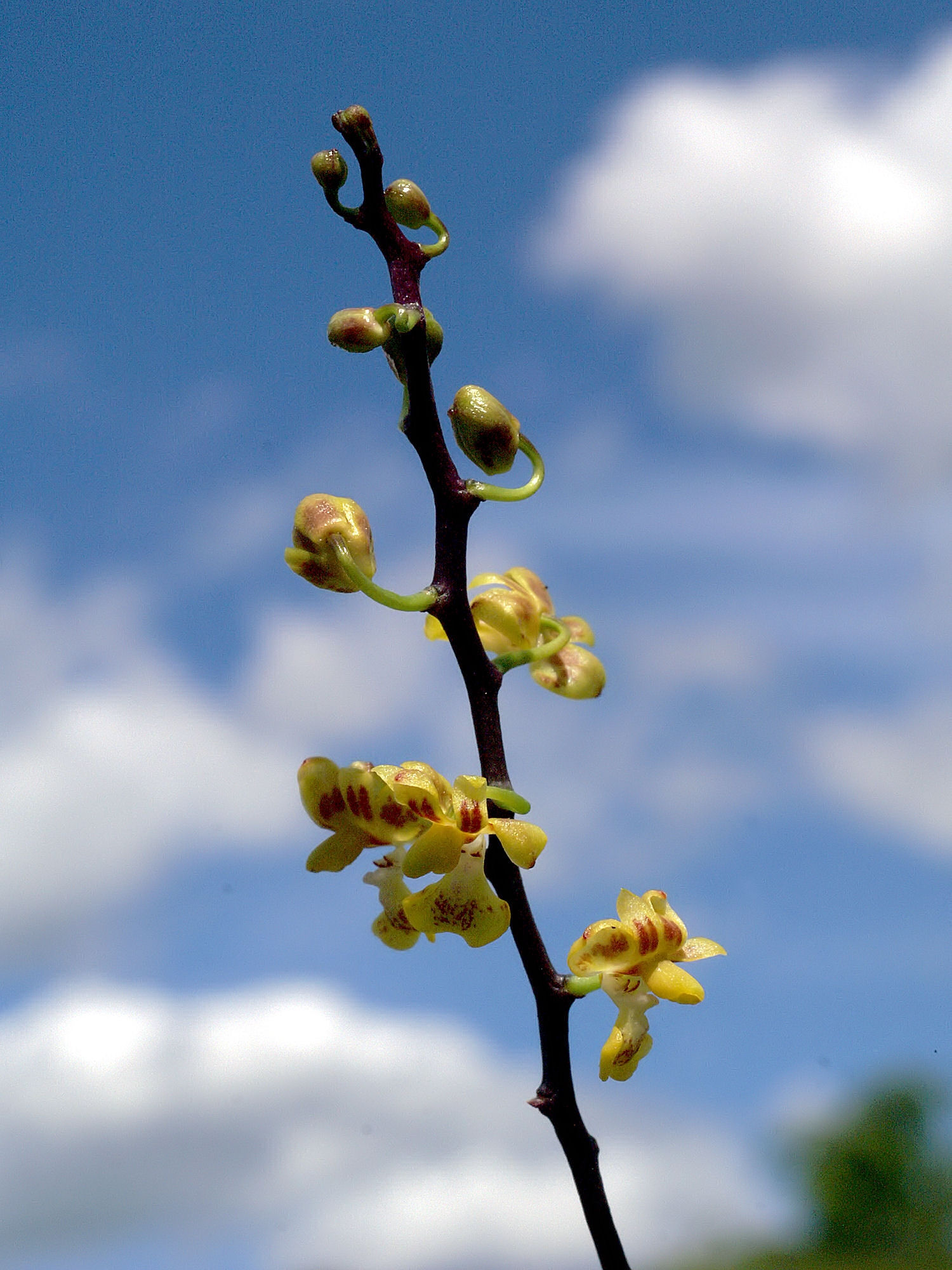
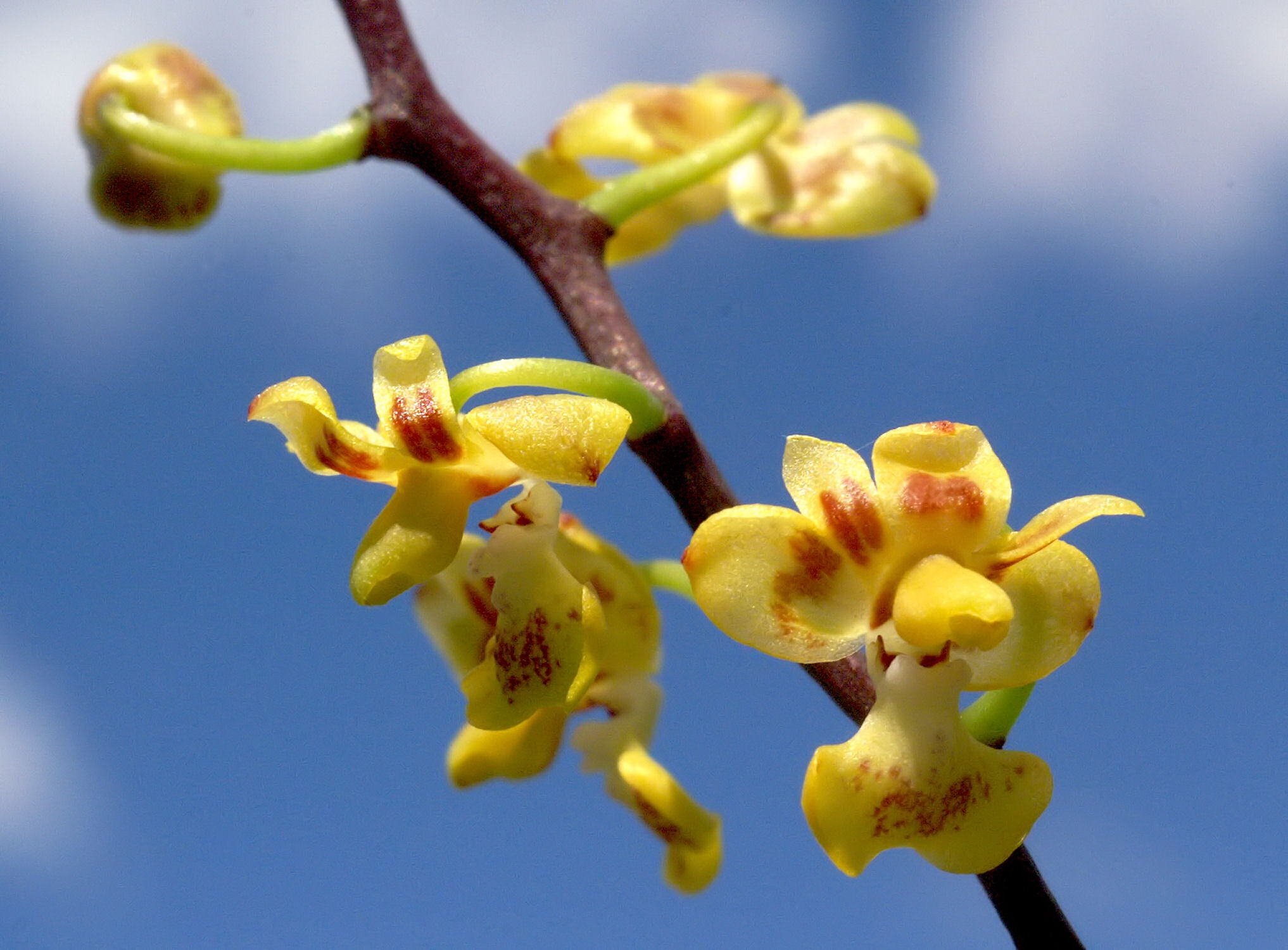
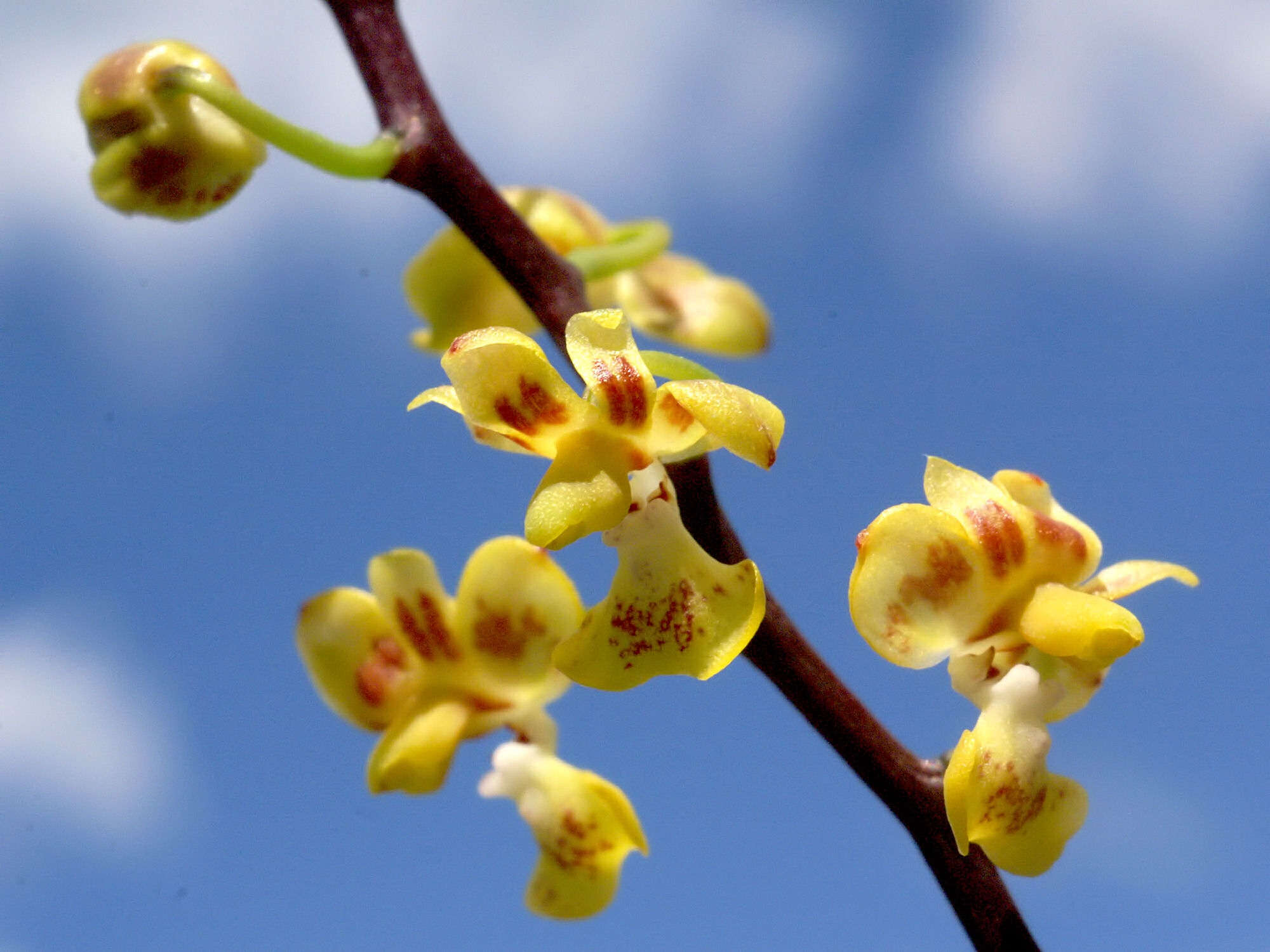
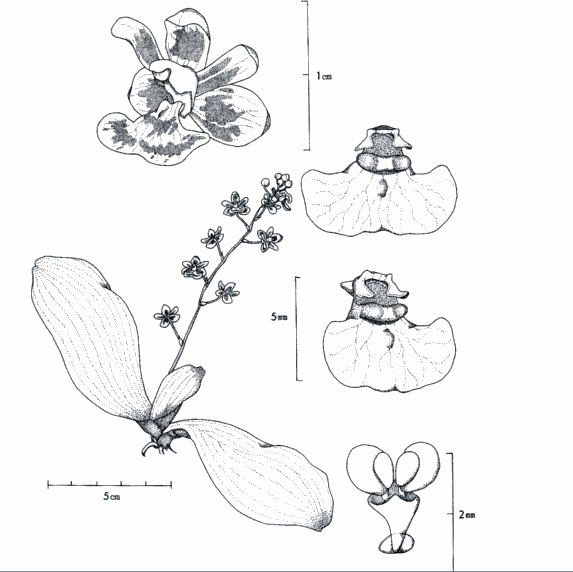